# Antonín Holeček
Antonín Holeček (* 31. října 1941) je bývalý československý fotbalista, obránce.

## Fotbalová kariéra
V československé lize hrál za Bohemians Praha. Nastoupil v 72 ligových utkáních a dal 2 góly. Dorostenecký mistr Československa 1959. Základní vojenskou službu vykonal v dresu RH Cheb, hrající tehdy krajský přebor Západočeského kraje.

## Ligová bilance
| Ročník                                       | Zápasy | Góly | Klub            |
| -------------------------------------------- | ------ | ---- | --------------- |
| 1. československá fotbalová liga 1962/63     | 19     | 0    | ČKD Praha       |
| 1. československá fotbalová liga 1963/64     | 16     | 0    | ČKD Praha       |
| 1. československá fotbalová liga 1964/65     | 6      | -    | Bohemians Praha |
| 2. československá fotbalová liga 1965/66     | -      | -    | Bohemians Praha |
| 1. československá fotbalová liga 1966/67     | 23     | 2    | Bohemians Praha |
| 1. československá fotbalová liga 1967/68     | 8      | 0    | Bohemians Praha |
| Krajský přebor Západočeského kraje 1961/1963 |        | 10   | RH Cheb         |
| CELKEM 1. liga                               | 72     | 2    |                 |